# Kelli Barrett
 (juin 2016).
Si vous disposez d'ouvrages ou d'articles de référence ou si vous connaissez des sites web de qualité traitant du thème abordé ici, merci de compléter l'article en donnant les références utiles à sa vérifiabilité et en les liant à la section « Notes et références ».
Kelli Barrett (née le 26 janvier 1984 à Virginia Beach, Virginie, aux États-Unis) est une actrice américaine.

## Filmographie
- 2010 : The Good Wife : Bianca Price
- 2010 : Une famille très moderne : Jessica Nilson
- 2010 : Ugly Betty : Trista
- 2011 : New York, unité spéciale (saison 12, épisode 15) : Dahlia Jessup
- 2011 : A Gifted Man : Rachel Lewis
- 2011 : Mr Popper et ses pingouins : mère de Popper
- 2012 : Person of Interest : Lily Thorpton
- 2012 : I Just Want My Pants Back : Jane
- 2012 : Made in Jersey : Hannah Atwood
- 2013 : Chicago Fire : Renee Whaley
- 2013 : NCIS : Enquêtes spéciales : Ruby Lemere
- 2013 : Zarra's Law : Vanessa Andreoli
- 2016 : New York, unité spéciale (saison 17, épisode 10) : Phoebe Burnap
- 2017 : The Punisher : Maria Castle
- 2019-2020 : Dynastie : Nadia

## Scène
- 2003 : Wicked : Nessarose
- 2008 : Rock of Ages : Sherrie Christian
- 2009 : The Royal Family : Gwen Cavendish
- 2011 : Baby It's You! : Mary Jane Greenberg/Lesley Gore
- 2013 : Doctor Zhivago : Lara Guishar
- 2017 : Deathless : Samantha Serling
- 2018 : Gettin' the Band Back Together : Dani Franco
- 2023 : Parade : Mrs. Frances Phagan